# Astroblepus sabalo
Astroblepus sabalo és una espècie de peix de la família dels astroblèpids i de l'ordre dels siluriformes.

## Distribució geogràfica
Es troba a Sud-amèrica: conca del riu Ucayali.